# Florian Becke
Florian Becke (Monaco di Baviera, 15 marzo 1983) è un ex bobbista tedesco.

## Biografia
Prima di dedicarsi al bob, Florian Becke ha praticato l'atletica leggera, cimentandosi nel getto del peso.
Compete professionalmente nel bob dal 2003 come frenatore per la squadra nazionale tedesca. Si distinse particolarmente nelle categorie giovanili conquistando ben sei medaglie ai campionati mondiali juniores, di cui una d'oro vinta a Innsbruck 2006 nel bob a quattro con Manuel Machata alla guida dell'equipaggio, due d'argento ottenute nel 2003 e nel 2009 e tre di bronzo vinte nel 2007, nel 2008 e nel 2009, quest'ultima conquistata nel bob a due.
Ottenne il suo primo podio in Coppa del Mondo, nonché la sua prima vittoria, il 3 dicembre 2010 a Calgary, imponendosi nella competizione a squadre, mentre vinse la sua prima gara di bob a quattro il 23 gennaio 2011 a Winterberg, in entrambe le occasioni con Manuel Machata a condurre le slitte.
Partecipò ai campionati mondiali di Schönau am Königssee 2011, dove vinse la medaglia d'oro nella gara a squadre partecipando nella frazione del bob a due maschile in coppia con Manuel Machata. Nelle rassegne continentali ha vinto la medaglia d'oro nel bob a quattro a Winterberg 2011.
Ha inoltre vinto un titolo nazionale nel bob a due (2011).

## Palmarès

### Mondiali
- 1 medaglia:
  - 1 oro (gara a squadre a Schönau am Königssee 2011).

### Europei
- 1 medaglia:
  - 1 oro (bob a quattro a Winterberg 2011).

### Mondiali juniores
- 6 medaglie:
  - 1 oro (bob a quattro a Innsbruck 2006);
  - 2 argenti (bob a quattro a Schönau am Königssee 2003; bob a quattro a Schönau am Königssee 2009);
  - 3 bronzi (bob a quattro a Altenberg 2007; bob a quattro a Innsbruck 2008; bob a due a Schönau am Königssee 2009).

### Coppa del Mondo
- 3 podi (2 nel bob a due, 1 nelle gare a squadre):
  - 3 vittorie.

#### Coppa del Mondo - vittorie
| Data             | Luogo      | Paese    | Disciplina                                                                                         |
| ---------------- | ---------- | -------- | -------------------------------------------------------------------------------------------------- |
| 3 dicembre 2010  | Calgary    | Canada   | gara a squadre con Manuel Machata, Frank Rommel, Stefanie Szczurek, Kristin Steinert ed Anja Huber |
| 23 gennaio 2011  | Winterberg | Germania | a quattro con Manuel Machata (pilota), Richard Adjei e Andreas Bredau                              |
| 11 dicembre 2011 | La Plagne  | Francia  | a quattro con Manuel Machata (pilota), Andreas Bredau e Christian Poser                            |

### Campionati tedeschi
- 2 medaglie:
  - 1 oro (bob a due a Winterberg 2011[2]);
  - 1 argento (bob a quattro a Schönau am Königssee 2007[3]).

### Circuiti minori

#### Coppa Europa
- 12 podi (1 nel bob a due, 11 nel bob a quattro)[4]:
  - 5 vittorie (tutte nel bob a quattro);
  - 5 secondi posti (tutti nel bob a quattro)
  - 2 secondi posti (1 nel bob a due, 1 nel bob a quattro).